# Jean d’Aire

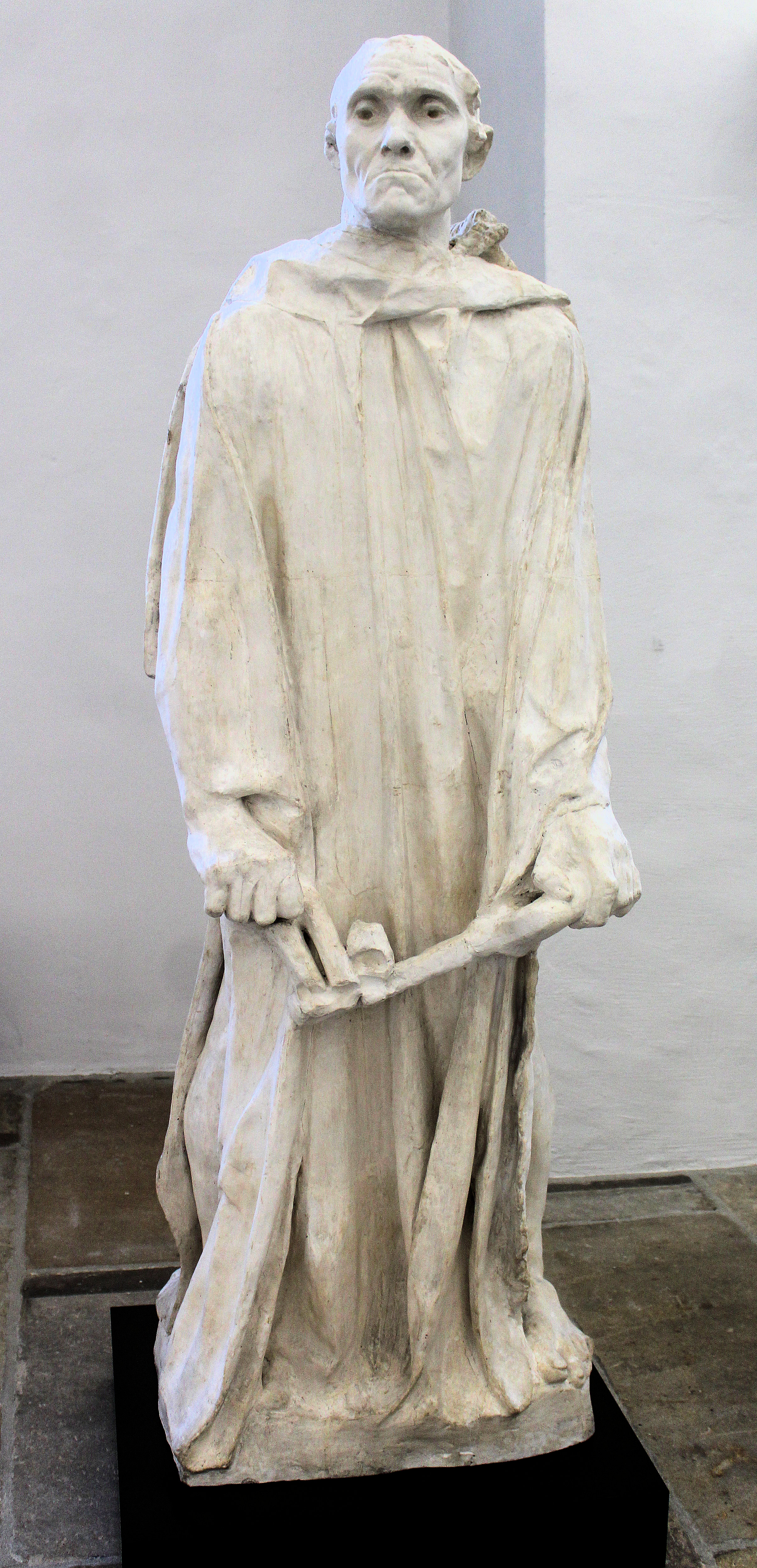
Um 1886 (Konzeption); Material: Lehm / Gips, später in Bronze gegossen

Jean d'Aire ist eine Plastik des französischen Künstlers Auguste Rodin, die im Rahmen der Planung für seine Figurengruppe Die Bürger von Calais entstand.

## Versionen

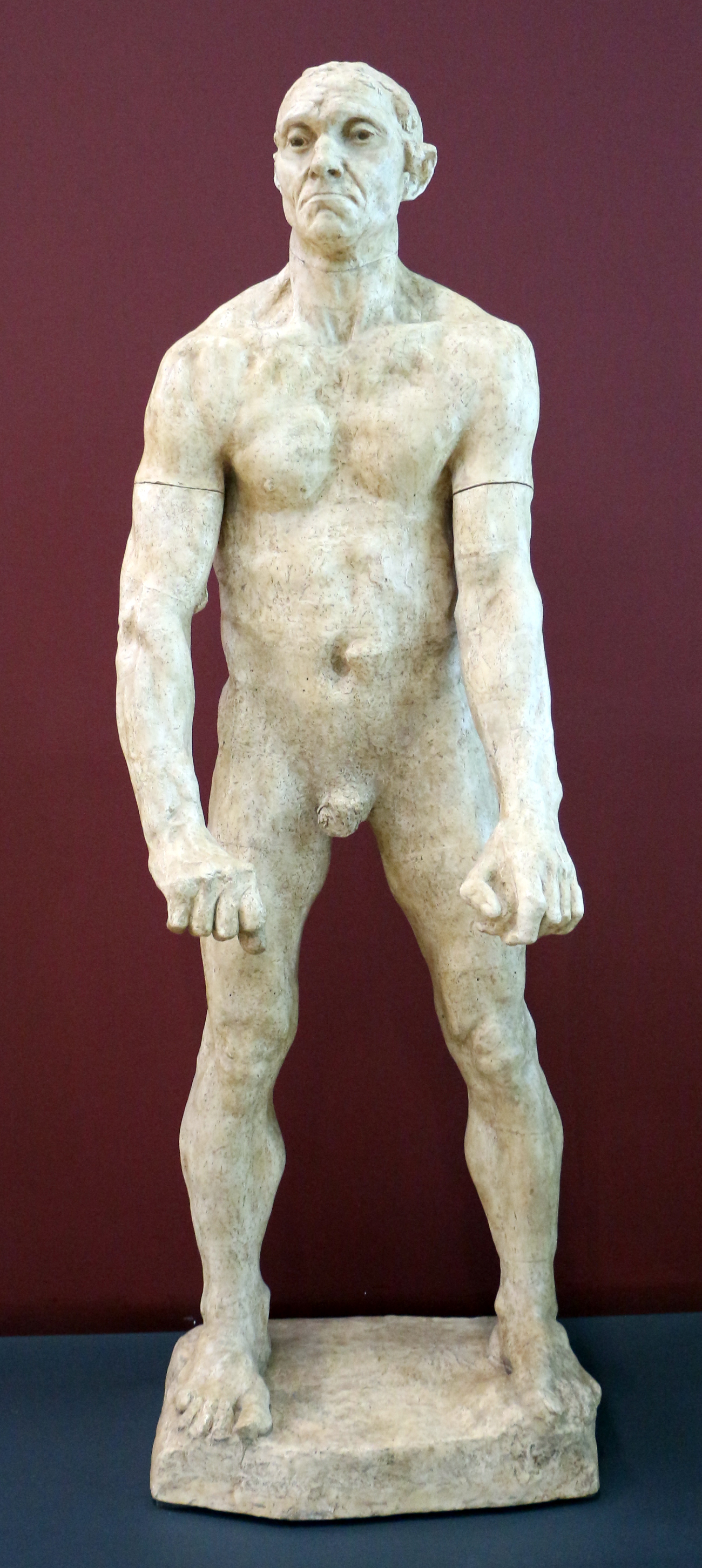
Erste Studie

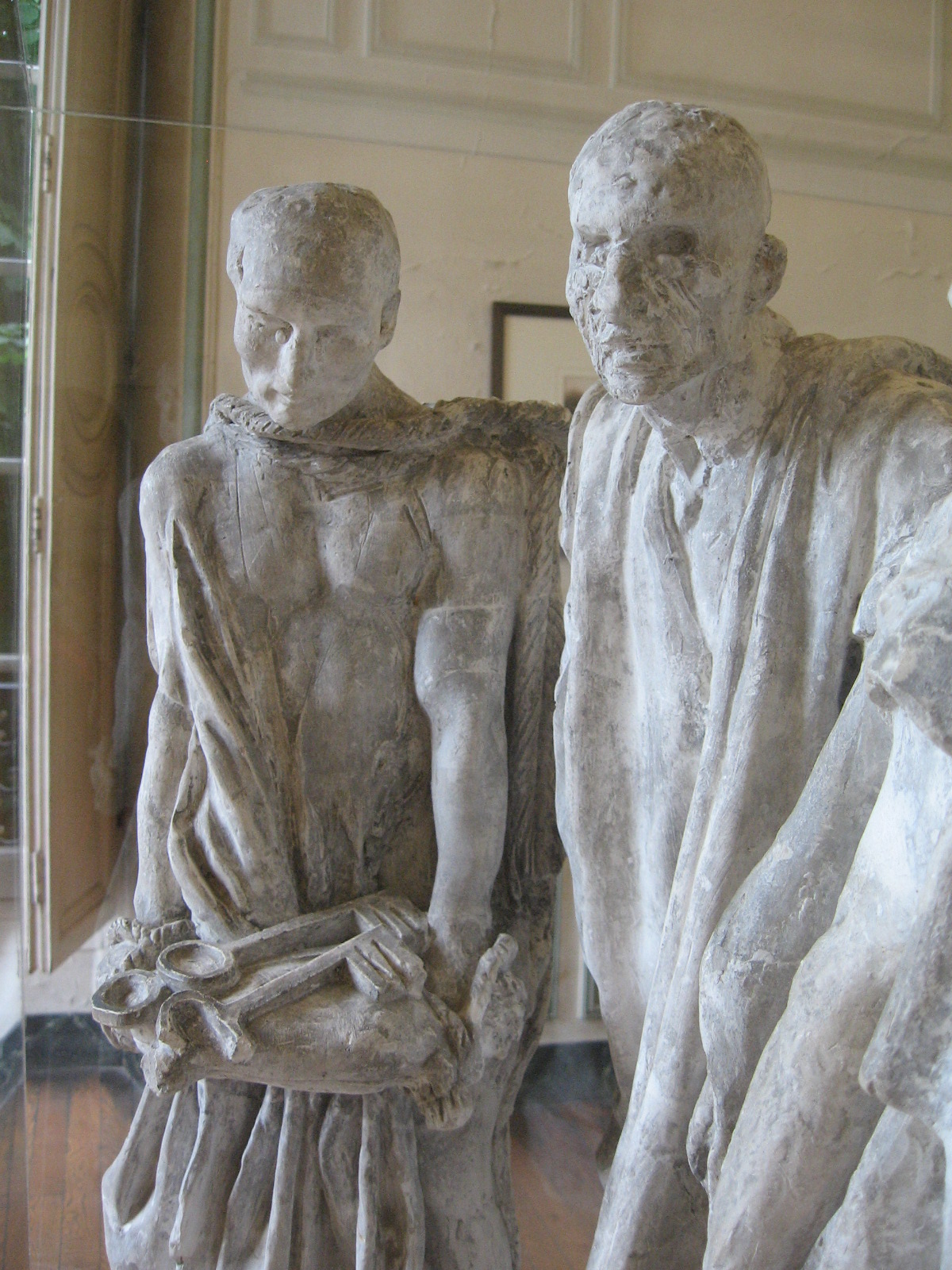
Zweite Studie im Zusammenhang

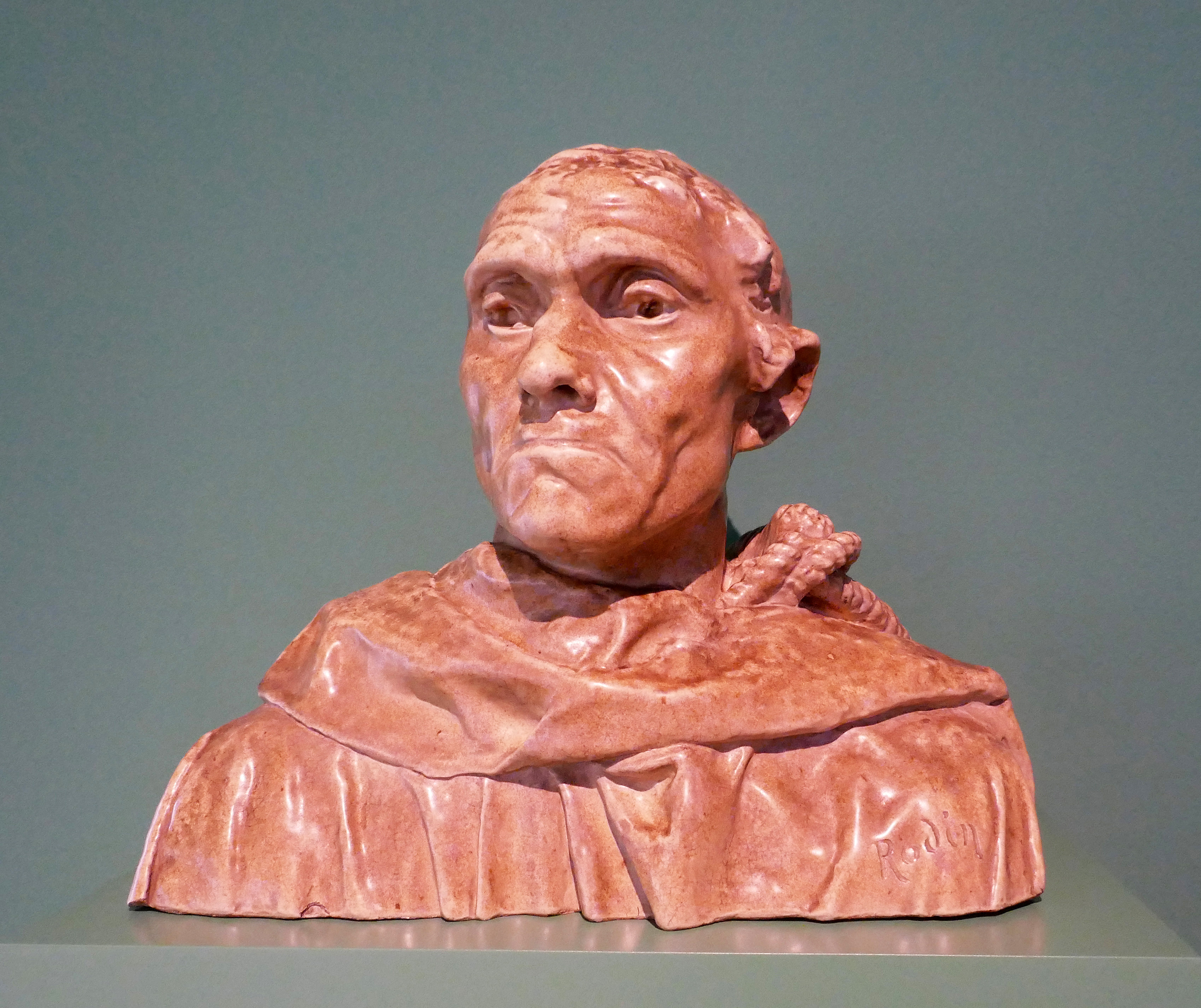
Paul Jeanneney-Büste, Grassi Museum für Angewandte Kunst

Nach dem ersten Gruppenstudie formte er Einzelstudien von jeder Figur.
Die erste der Studien von d'Aire war unbekleidet, gefolgt von einer, die teilweise mit einer Art Toga bedeckt war. Bei ihr ist die Schlinge um seinen Hals deutlicher zu sehen. Er hält ein Kissen mit den Schlüsseln von Calais und wird von der Schlinge nach links gezogen. Ein Bronzeabguss dieser zweiten Version befindet sich heute im Museo Soumaya in Mexiko-Stadt. Die fertige Version hält den Schlüssel ohne Kissen in den Händen. Diese Einzelfigur des Ensembles zeigt einen Mann mit ausgemergeltem Körper. Er ist durch das Gewand, das er als Kleidungsstück trägt, sichtbar, und hat kantige Schultern. Seine Hände, die den Schlüssel halten, sind zu Fäusten geballt während die Handgelenke geknebelt sind. Das Gesicht mit den eingefallenen Augen und den zusammengepressten Lippen scheint das Gewicht des Opfers, das er bringt, widerzuspiegeln.

## Museen
Verschiedene (Teil-)Plastiken und Versionen von Jean d'Aire sind u. a. in diesen Museen ausgestellt:
- Musée Rodin de Meudon, Meudon
- Musée d’Orsay, Paris
- Musée des beaux-arts de Montréal, Montréal
- Dresden, Albertinum
- Kunsthaus Zürich
- National Gallery of Art, Washington
- the Cleveland museum of art, Cleveland
- Stedelijk Museum, Amsterdam
- Museo Calouste Gulbenkian, Lissabon
- Saint Louis Art Museum, St. Louis
- Art Institute Chicago, Chicago
- Grassi Museum für Angewandte Kunst, Leipzig
- Metropolitan Museum of Art / THE MET, New York